# Oberösterreichischer Künstlerbund
Der Oberösterreichische Künstlerbund ist eine Vereinigung oberösterreichischer Kunstschaffender und Kunstfreunde mit Sitz in Linz.

## Geschichte
Der am 29. Juni 1950 gegründete Verein hat sich in der Nachkriegszeit gebildet und ermöglichte durch seine Hilfeleistungen vielen Künstlern eine Ausgangsbasis für kreatives Schaffen. Treibende Kraft des Verbandes war Joseph Hieß.

### Silberrose
Joseph Hieß hatte auch wesentlichen Anteil an der ab 1951 erscheinenden illustrierten Monatsschrift mit dem Titel Silberrose – Zeitschrift des Schutzverbandes – Das Blatt des oberösterreichischen Künstlerbundes. Diese wurde Ende 1952 mit der Herausgabe der Doppelnummer 11–12/1952 wieder eingestellt. Sie sollte Sprachrohr und gemeinsame Plattform des Vereins sein.
Der Schwerpunkt der Verbandszeitschrift lag im Abdruck lyrischer Werke zu christlich, traditionalistischen und naturverbundenen Themen von Autoren wie Felix Scherr, Anton Wildgans, Franz Karl Ginzkey, Julius Zerzer, Waltraut Oberleitner und Richard Billinger. Prosawerke stammten u. a. von Roderich Müller-Guttenbrunn, Mimi Eckmair-Freudenthaler und Thomas Berger. Abgesehen von der überwiegend nationalen Orientierung fanden sich auch Ansätze, die auf eine inhaltliche Öffnung hindeuteten. Für die Seite der Jugend zeichnete der Autor Kurt Klinger verantwortlich. Literatur von Franz Kain, Heimrad Bäcker, Vera Ferra-Mikura, Ilse Aichinger, Eduard Christoph Heinisch und Karl Uhl fand so Eingang in die Zeitschrift.
Der nicht literarische Bereich nahm in der Zeitschrift nur geringen Raum ein, befasste sich aber beispielsweise mit dem Geburtstag von Hans Pollack, mit der Ausstellung in der Galerie der Stadt Linz und mit dem Waldviertler Künstlerbund. Eine einmalige Rubrik zum Thema Film bestand aus dem Abdruck eines Gespräches mit Attila Hörbiger und zwei Gedichten von Heinrich George.
Als Redakteure fungierten insbesondere Sepp Gangl, Joseph Hieß, Leo Landwehr-Pragenau, Hannes Peherstorfer, Anne Peherstorfer-Dürnberger und Erich R. Pfeifer.

### „Die Sammlung“
1954 und 1955 erschien unter dem Titel Die Sammlung – Mitteilungen des oberösterreichischen Künstlerbundes das Nachfolgeorgan, nachdem man länger als ein Jahr lediglich Rundbriefe an die Mitglieder verschickt hatte. Mit der Doppelnummer 7–8/1955 endete die Publikationstätigkeit des Vereins.
Die Sammlung setzte den Schwerpunkt auf Kunst außerhalb der Literatur. Dennoch fanden sich Gedichte von Siegfried Torggler, Hugo Schanovsky, Ilse Ringler-Kellner, Michael Neumüller, Josef Reinhart, Hugo M. Pachleitner und Hannes Peherstorfer und Prosa von Adelbert Muhr, Manka Hartig, Kurt Ziesel und Robert Hohlbaum.

## Präsidenten
- Hans Pollack (1950 bis 1953)
- Carl Martin Eckmair (1953 bis 1955)
- Hans Pollack (1955 bis 1965, ab 1966 Ehrenpräsident)
- Walter Kreindl (1974 bis 1993 Präsident, ab 1993 Ehrenpräsident)
- Charlotte Dürnberger (1994 bis 1999 Präsidentin, ab 2007 Ehrenpräsidentin)
- Hans Peter Stecher[3] (2000 bis dato)

## Vereinsmitglieder und Vereinsziel
In den Jahren nach der Gründung zählte ein Teil der Mitglieder des Künstlerbundes zu den (ehemaligen) völkisch-national und teilweise nationalsozialistisch gesinnten Autoren, was sich auch in der Verbandszeitung widerspiegelte.
Der Vereinigung gehörten zunächst u. a. Maler, Grafiker, Literaten und Architekten an. Zu den prominentesten Mitgliedern aus dem Kreis der Literaten gehörten Franz Karl Ginzkey und Robert Hohlbaum. Letzterer wurde 1952 mit der höchsten Auszeichnung des Bundes, dem Silbernen Ehrenring, ausgezeichnet. Der Verein bestand seinerzeit aus rund fünfhundert Mitgliedern.
Anliegen war ursprünglich die Präsentation von Kunstwerken in der Galerie der Mitte im Volkshaus Dornach-Auhof in Linz als erzieherischer und belebender Beitrag zur Kunst und Kultur in Linz und Oberösterreich. Gezeigt wurden Werke der Malerei, Grafik, Druckgrafik, Bildhauerkunst (Skulpturen, Installationen u. a.) und der Literatur. Seit 1994 besteht auch eine Galerie in der Steingasse.
Später konzentrierte sich der Künstlerbund auf Vertreter der Bildenden Kunst. Die Vereinsziele werden mit der Schaffung und Pflege von Kontakten zur Universität für künstlerische und industrielle Gestaltung Linz und mit der Umsetzung des jährlichen Kulturprogrammes verwirklicht. Dieses Kulturprogramm umfasst Ausstellungen, Vorträge und Diskussionen über Kunst mit Kunstexperten, Seminare, Kurse, Workshops unter der Leitung von Mitgliedern sowie Autorenlesungen.
Der OÖ. Künstlerbund zählt zu den in einem Dachverband organisierten österreichischen Künstlervereinigungen. Als Sekretär fungierte Anfang der 1950er Jahre Karl Emmerich Baumgärtel.

## Publikationen
- Karl Emmerich Baumgärtel (Zusammenstellung): Das weite Land. Aus dem lyrischen Schaffen der Mitglieder des Oberösterreichischen Künstlerbundes, Oberösterreichischer Künstlerbund (Herausgeber), Linz, 1953
- Karl Emmerich Baumgärtel (Zusammenstellung): Das goldene Jahr, Oberösterreichischer Künstlerbund, Linz, 1952

## Videos
Berichte über den OÖ. Künstlerbund und seine Veranstaltungen werden fallweise von der Medienwerkstatt Linz erstellt und auf deren Sendeplätzen von LIWEST-TV, WAG-TV und dorfTV sowie über IPTV bei mmone.at zu sehen. Darüber stehen die Sendungen on demand zum Abruf auf der Homepage der Medienwerkstatt bereit. Sendungsbeiträge über den OÖ. Künstlerbund sind dort abrufbar.